# Католицький чернець (Шевченко)
Католицький чернець — ілюстрація Тараса Шевченка до твору М. І. Надєждіна «Сила воли. Воспоминания путешественника». Гравюра на сталі. Санкт-Петербург. 1841 рік.
Місцезнаходження оригінального рисунка, з якого було виконано гравюру, не встановлено. Датується часом видачі цензурою дозволу на друкування збірника «Сто русских литераторов».
Ілюстрацію до стор. 421—423 тексту «Сила воли» опубліковано в збірнику «Сто русских литераторов», т. II, изд. А. Смирдина, СПб., 1841, між стор. 398—399. Про приналежність роботи Шевченкові зазначено в переліку ілюстрацій цього ж видання (стор. III).
К. Широцький називає цю ілюстрацію «Капуцинський монах».
Гравюра на сталі з оригінального рисунка Шевченка для цього видання виконана в Англії; розмір її — 11,8 × 8,8 (23,2 × 15,4).
Репродукується за гравюрою.